# 道の駅むげ川
道の駅むげ川（みちのえき むげがわ）は、岐阜県関市武芸川町跡部にある岐阜県道94号岐阜美濃線の道の駅である。

## 施設
2002年に当時の武芸川町が開駅し、2005年の合併後は関市が継承している。
関市内にある道の駅ラステンほらどとともに改修工事を実施。2022年（令和4年）3月1日から翌2023年（令和5年）3月3日まで「むげ川農林産物直売所」の施設改修のため休館となった（休館中の道の駅スタンプラリーは関市武芸川事務所で押印可能だった）。
道の駅ラステンほらどと同じく2023年（令和5年）2月25日に竣工式とプレオープンが行われた後、道の駅むげ川は同年3月4日にリニューアルオープンした。
道の駅むげ川（むげ川農林産物直売所）は改装工事により軽食コーナーやパン工房等を新設し、建築面積442.00m2、延床面積430.00m2となった。
- 駐車場
  - 普通車：48台[6]
  - 大型車：8台[6]
  - 身障者用 : 6台[6]
- トイレ（いずれも24時間利用可能）
  - 男性：大 2器、小 4器
  - 女性：6器
  - 身障者用：1器
- テナント
  - 農林産物等直売所[7]
- 飲食コーナー[7]
- パン工房 むげ川[7]

### 管理団体
- 設置者：関市
- 指定管理者：株式会社むげ川[3]

## 休館日
- 木曜日[3]
- 年末年始（12月31日 - 1月2日）[3]

## アクセス
- 岐阜県道94号岐阜美濃線 - 登録路線
- C3 東海環状自動車道 関広見ICより約5分[3]。
- E41 東海北陸自動車道 美濃ICより約10分。
- 名鉄岐阜駅より岐阜バス高美線で「跡部」バス停下車（名鉄岐阜駅より約50分）[3]。

## 周辺
- 武芸川温泉ゆとりの湯
- 寺尾ヶ原千本桜公園[3]
- 武芸川スポーツ公園（パターゴルフ場）[3]